# Малеевка (Могилёвская область)
Мале́евка (бел. Малееўка) — деревня в составе Кадинского сельсовета Могилёвского района Могилёвской области Республики Беларусь.

## Географическое положение
Ближайшие населённые пункты: Брыли, Кадино.

## Население
- 1999 год — 17 человек
- 2010 год — 13 человек